# Assumpta Achuo-Bei
Assumpta Achuo-Bei (sinh ngày 27 tháng 4 năm 1968) là một vận động viên chạy nước rút ở Cameroon. Bà đã thi đấu ở nội dung 400 mét nữ tại Thế vận hội Mùa hè 1988.